# Leptochloa
Leptochloa  es un género de planta con flor,  gramínea,   perteneciente a la familia de las poáceas. Es originaria de África, América y Australia.

## Descripción
Son plantas anuales o perennes, cespitosas. La lígula es una membrana, ciliada o sin cilios; láminas lineares, generalmente aplanadas. Inflorescencia una panícula de racimos delgados unilaterales, las espiguillas brevipediceladas, en 2 hileras. Espiguillas comprimidas lateralmente, carinadas, con 2-10 flósculos bisexuales, el más superior reducido; desarticulación arriba de las glumas y entre los flósculos; glumas más cortas que las espiguillas, 1-nervias, carinadas, la inferior más corta a casi tan larga como la superior; lemas membranáceas, 3-nervias, el ápice obtuso a 2-lobado, aristado o sin aristas; páleas más cortas que las lemas, 2-carinadas; lodículas 2; estambres 2 o 3; estilos 2. Fruto una cariopsis, sulcado o no; embrión 1/3-2/5 la longitud de la cariopsis; hilo punteado.

## Taxonomía
El género fue descrito por P.Beauv. y publicado en Essai d'une Nouvelle Agrostographie 71, pl. 15, f. 1. 1812. La especie tipo es: Leptochloa virgata (L.) P.Beauv.
Etimología
El nombre del género deriva de las palabras griegas leptos (delgado) y chloë (hierba), refiriéndose a las inflorescencias.
Citología
El número cromosómico básico es x = 10, con números cromosómicos somáticos de 2n = 20, 40 y 60. Hay especies diploides y tetraploides. Nucléolos persistente.  

## Especies aceptadas
A continuación se brinda un listado de las especies del género Leptochloa aceptadas hasta mayo de 2015, ordenadas alfabéticamente. Para cada una se indica el nombre binomial seguido del autor, abreviado según las convenciones y usos.	
1. Leptochloa aquatica Scribn. & Merr. - México
2. Leptochloa asthenes (Roem. & Schult.) C.E.Hubb.  - Australia
3. Leptochloa barbata (Desv.) Nicora - Paraguay, Argentina
4. Leptochloa caudata (K.Schum.) N.W.Snow - África del Este
5. Leptochloa chinensis (L.) Nees – Asian sprangletop, Chinese sprangletop - Asia del Este y del Sudeste, Indian Subcontinent, África del Este y del Sur + África del Sur
6. Leptochloa chloridiformis (Hack.) Parodi – Argentine sprangletop - Paraguay, Argentina, Uruguay
7. Leptochloa coerulescens Steud.  - África
8. Leptochloa decipiens (R.Br.) Stapf ex Maiden – Australian sprangletop - Australia
9. Leptochloa digitata (R.Br.) Domin - Australia
10. Leptochloa divaricatissima S.T.Blake - Australia
11. Leptochloa ligulata Lazarides - Queensland
12. Leptochloa longa Griseb. - Panamá, Trinidad
13. Leptochloa malayana (C.E.Hubb.) Jansen ex Veldkamp - Tailandia, Borneo, Malasia
14. Leptochloa monticola Chase - Hispaniola
15. Leptochloa mucronata (Michx.) Kunth - Central-sur de Estados Unidos, Mesoamérica, Bermuda, Trinidad, Netherlands Antilles, Bolivia, Ecuador, Perú, Galápagos
16. Leptochloa nealleyi Vasey - México, sur de Estados Unidos (Arizona, Texas, Luisiana)
17. Leptochloa neesii (Thwaites) Benth. - Australia, Maluku, Java, Myanmar, India, Sri Lanka
18. Leptochloa panicea (Retz.) Ohwi – mucronate spranglcoño lleno de corrida
19. Leptochloa panicoides (J.Presl) Hitchc. - Centro + sudeste de Estados Unidos, Mesoamérica, Colombia, Perú, Brasil
20. Leptochloa scabra Nees - De Alabama a Paraguay
21. Leptochloa simoniana N.Snow - Nueva Guinea, Queensland
22. Leptochloa southwoodii N.Snow & B.K.Simon - Queensland
23. Leptochloa squarrosa Pilg. - Tanzania (incl. Pemba), Comoros, Madagascar
24. Leptochloa srilankensis N.Snow - Sri Lanka
25. Leptochloa tectoneticola (Backer) Jansen ex Veldkamp - Camboya, Tailandia, Java
26. Leptochloa virgata (L.) P.Beauv. –- Carolina del Sur a Paraguay
27. Leptochloa viscida (Scribn.) Beal - California, Arizona, Nueva México, Texas, Baja California, Baja California Sur, Sonora, Sinaloa, Chihuahua